# 西部森林之歌
西部森林之歌（Westerwaldlied）是一首德语民歌，由Willi Münker于1932年11月作词，Joseph Neuhäuser于1935年作曲，曲调据说是以一首古老的民谣歌曲为基础创作的。歌曲于1937年问世，并录入唱片。這是一首赞颂德国西部韦斯特林山地区的歌曲，歌曲于1937年问世，并录入唱片。二战期间，德国军队曾演唱过该歌曲，并且发行了相关的唱片。  
战后的几十年里，各界广泛认同《西部森林之歌》无毒无害，战后的德国军队依然可以使用，西德在其1960年发布的唱片中包含了这首歌。但後來对《西部森林之歌》的演唱在德国引发了争议，原因就在于它和纳粹时代的联系。据说德国军方已在2017年停止演奏《西部森林之歌》。有人坚称它是一首无关政治的民歌，拥有有据可考的非政治、无毒害演唱史。  

## 應用於別處
智利陆军使用过一首与《西部森林之歌》旋律一样的西班牙语歌曲，名为“小分队之歌”（Himno de la Sección）。韩国军队使用的爱国歌曲“我们永远的祖国”也是在《西部森林之歌》基礎上創作的。赖纳·维尔纳·法斯宾德执导的科幻电视迷你剧/电影《世界旦夕之间》中亦出现过《西部森林之歌》。